# Майкл Макак
Майкл Макак (фр. Michael Macaque; 15 серпня 1974, Порт-Луї) — маврикійський боксер.

## Спортивна кар'єра
1998 року, програвши у фіналі Одлі Гаррісону (Англія), завоював срібну медаль на Іграх Співдружності.
1999 року завоював срібну медаль на Африканських іграх. Здобув дві перемоги, а у фіналі програв Ахмед Абдель Самаду (Єгипет).
На Олімпійських іграх 2000 програв у першому бою Артуру Бінковському (Канада).
2001 року виграв золоту медаль на чемпіонаті Африки, що проходив в його рідній країні Маврикій. На чемпіонаті Африки 2003 року в Камеруні програв у фіналі Карлосу Такаму.